# 静内駅
静内駅（しずないえき）は、北海道（日高振興局）日高郡新ひだか町静内本町（ほんちょう）5丁目1にあった、北海道旅客鉄道（JR北海道）日高本線の駅（廃駅）である。電報略号はシナ。事務管理コードは▲132214。
当駅営業当時の日高本線内では鵡川駅とならび列車運行上の要となる駅で、1986年（昭和61年）10月まで運行されていた急行「えりも」の停車駅だった。

## 歴史

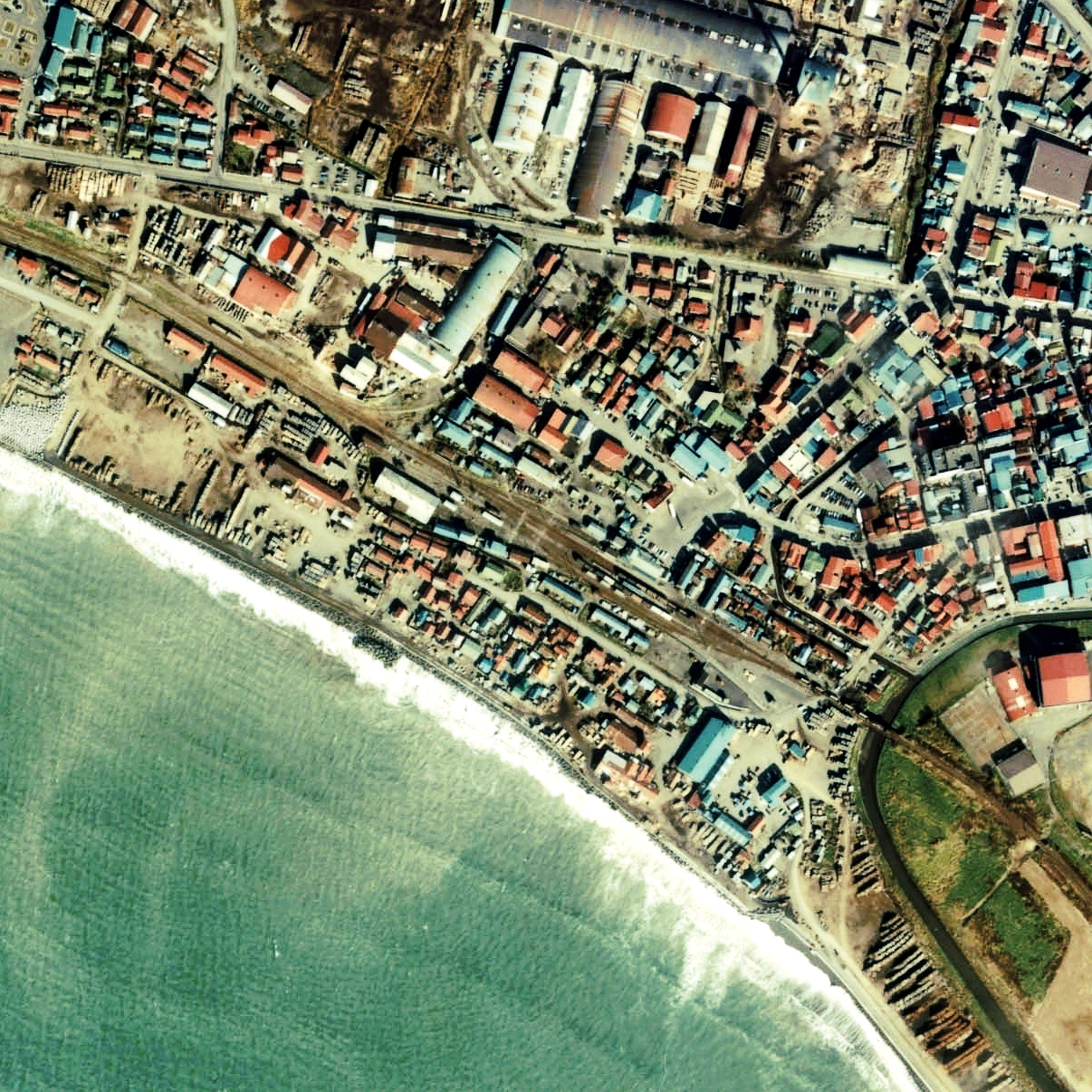
1978年の静内駅と周囲約750m範囲。右下が様似方面。貨物列車に挟まれて見難いが、細い島式と単式の複合ホーム2面3線、駅裏側に留置用側線が2本、機関庫と車庫線が数本、駅舎横苫小牧側に貨物ホームと引込み線2本を有する。さらに本線苫小牧側から上端中央にみえる池内ベニヤ静内工場へ向けて倉庫間を抜け、道路を横切って専用線が工場構内へ引きこまれている。この専用線の分岐付近にも留置線や木工所前の引込み線がある。

- 1926年（大正15年）12月7日：日高拓殖鉄道厚賀駅 - 当駅間延伸開通に伴い開業[1]。一般駅[1]。
- 1927年（昭和2年）8月1日：日高拓殖鉄道が国有化により国有鉄道に移管[1]。線路名を日高線に改称、それに伴い同線の駅となる。
- 1933年（昭和8年）12月15日：当駅 - 日高三石駅間延伸開通に伴い中間駅となる。
- 1938年（昭和13年）3月10日：静内機関区設置[4]。
- 1942年（昭和17年）：駅舎改築[新聞 1]。
- 1943年（昭和18年）11月1日：線路名を日高本線に改称、それに伴い同線の駅となる。
- 1959年（昭和34年）11月1日：静内機関区廃止。
- 1968年（昭和43年）
  - 2月1日：追分機関区静内支区設置。
  - 9月：駅舎拡張工事に着手[4]。
- 1969年（昭和44年）11月1日：追分機関区静内支区が苫小牧機関区静内支区となる。
- 1978年（昭和53年）10月2日：コンテナ基地設置。
- 1984年（昭和59年）2月1日：貨物・荷物取扱い廃止[1]。
- 1987年（昭和62年）4月1日：国鉄分割民営化に伴い、北海道旅客鉄道（JR北海道）の駅となる[1]。
- 2001年（平成13年）2月3日：新駅舎による営業を開始[新聞 1][5]。
- 2002年（平成14年）4月1日：観光情報センターぽっぽがオープンする。
- 2013年（平成25年）
  - 3月20日：道南バス窓口と売店が営業を終了[新聞 2]。
  - 4月1日：無線LANが接続可能になる[新聞 3]。
- 2015年（平成27年）
  - 1月8日：厚賀駅 - 大狩部駅間の高波被害により列車の運行を休止[JR北 2]。
  - 1月27日：当駅 - 様似駅間で列車の運行を再開[JR北 3]。
  - 2月28日：厚賀駅 - 大狩部駅間の土砂流出により再び列車の運行を休止[JR北 4]。
- 2014年（平成26年）7月1日：当駅の工務部門を分離し保線所に移管[JR北 5]。
- 2021年（令和3年）
  - 3月31日：この日をもってみどりの窓口が営業を終了[JR北 6]。
  - 4月1日：鵡川駅 - 様似駅間の廃止に伴い、廃駅となる[JR北 1][運輸局 1]。

## 駅構造
相対式ホーム2面2線と側線を持つ地上駅で、夜間滞泊も行われていた。かつては機関区の支区が置かれ、製材工場への専用線もあった。
終日社員配置駅で、管理駅として苫小牧駅を除く日高本線のすべての駅を管理下に置いており、部分廃線となるまで日高本線の列車運行管理を当駅にて行っていた。
みどりの窓口設置駅であった（営業時間7時20分 - 18時40分）。駅レンタカー業務も行っていた。また、オレンジカード対応の自動券売機も設置されていた。なお、起点駅の苫小牧駅を除くと日高本線内では唯一改札業務も行っていた。
2001年にそれまでの木造平屋建て駅舎を、厩舎をイメージした鉄骨造一部2階建てに改築した。延床面積は205m2で、新ひだか町観光情報センター「ぽっぽ」を併設している。
道南バス静内案内所が駅舎内に移転入居し、バス乗車券窓口と売店が設置されていたが、2013年（平成25年）3月20日に営業所終了し、定期券販売などは観光協会への委託に切り替えられた。

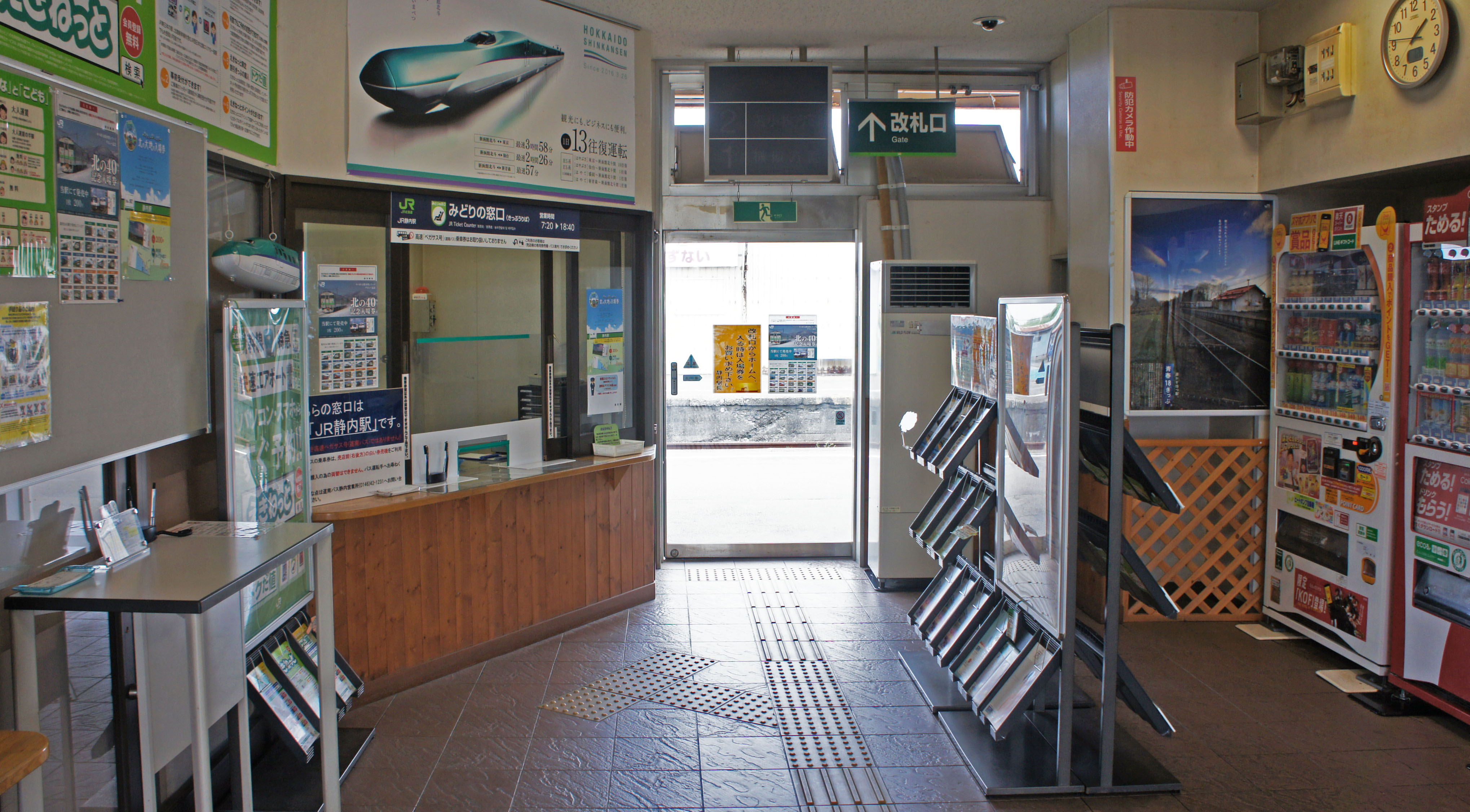
改札口（2020年7月）
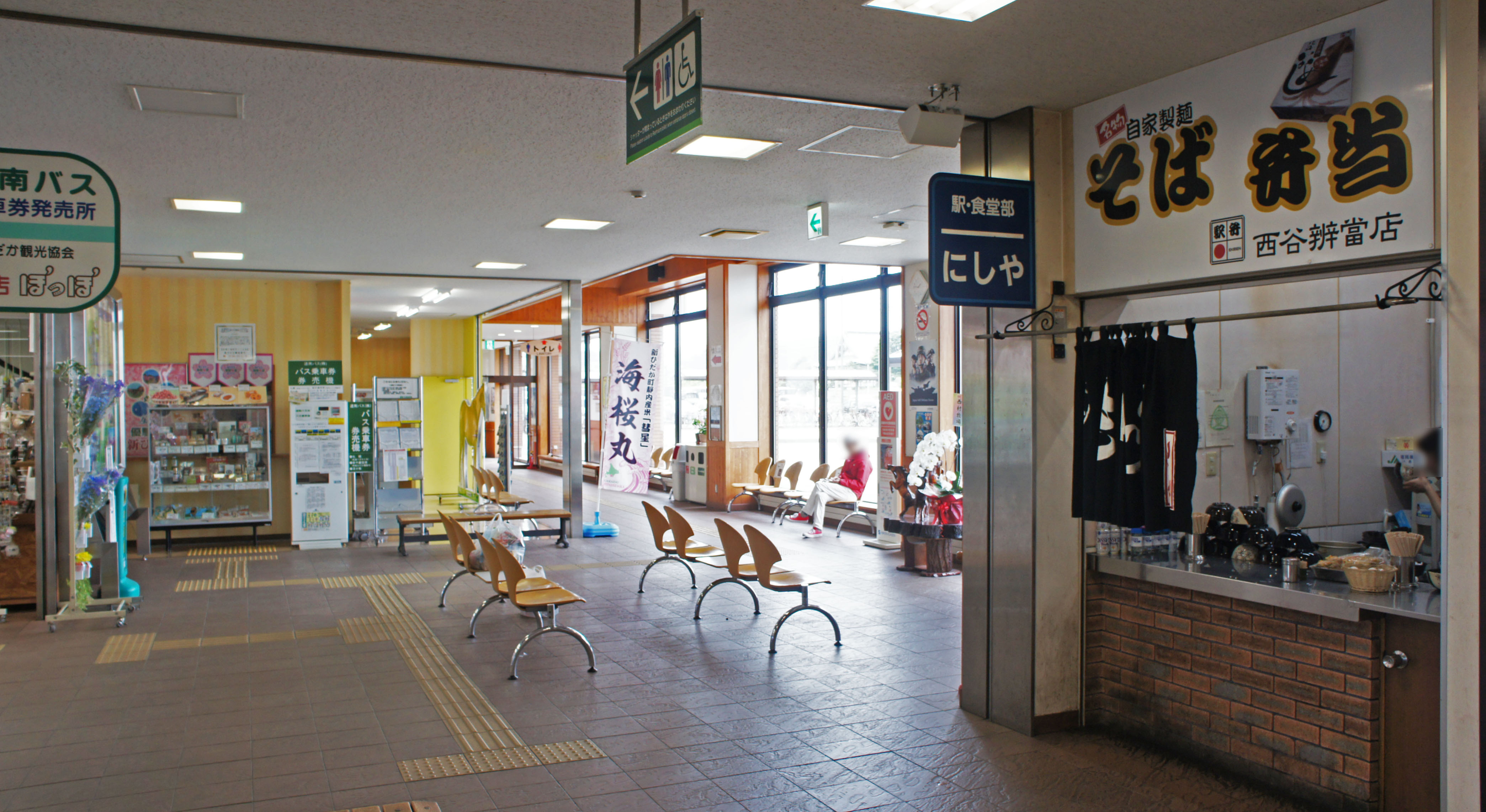
駅舎内（2020年7月）
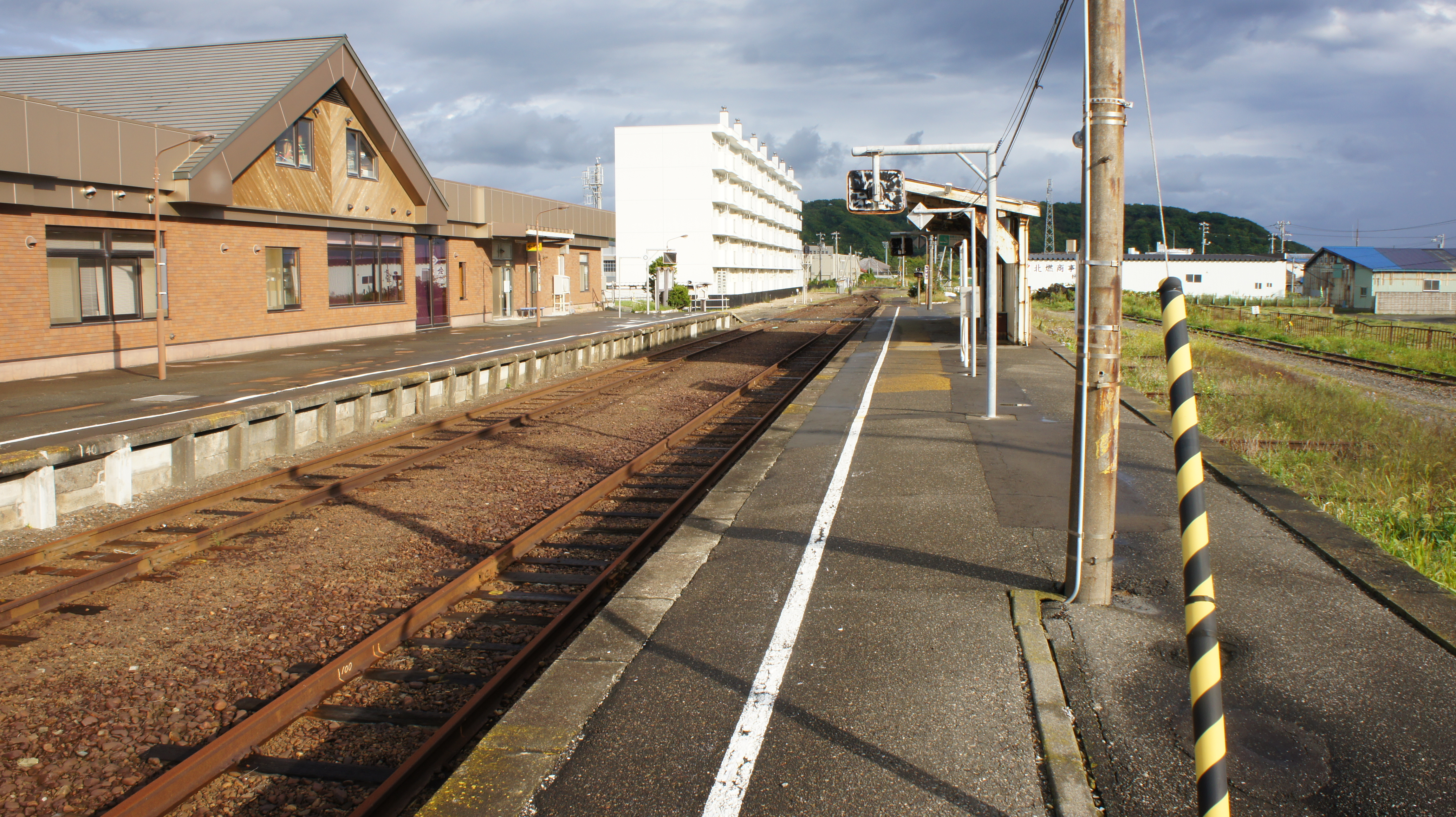
ホーム（2017年9月）
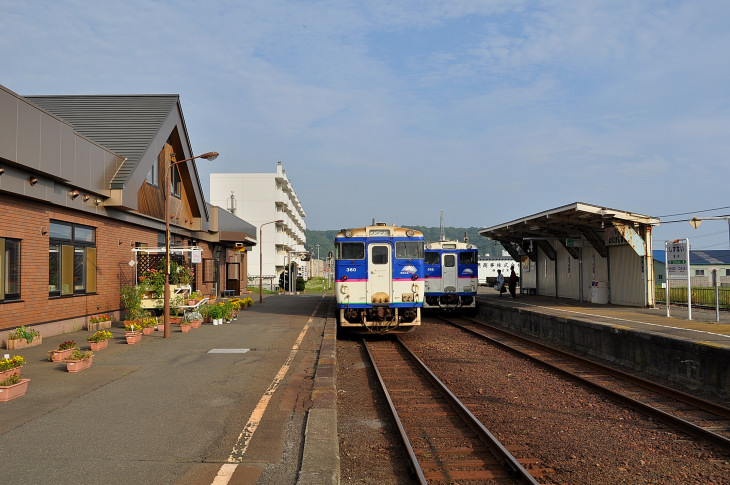
ホームに停車中の列車（2010年8月）
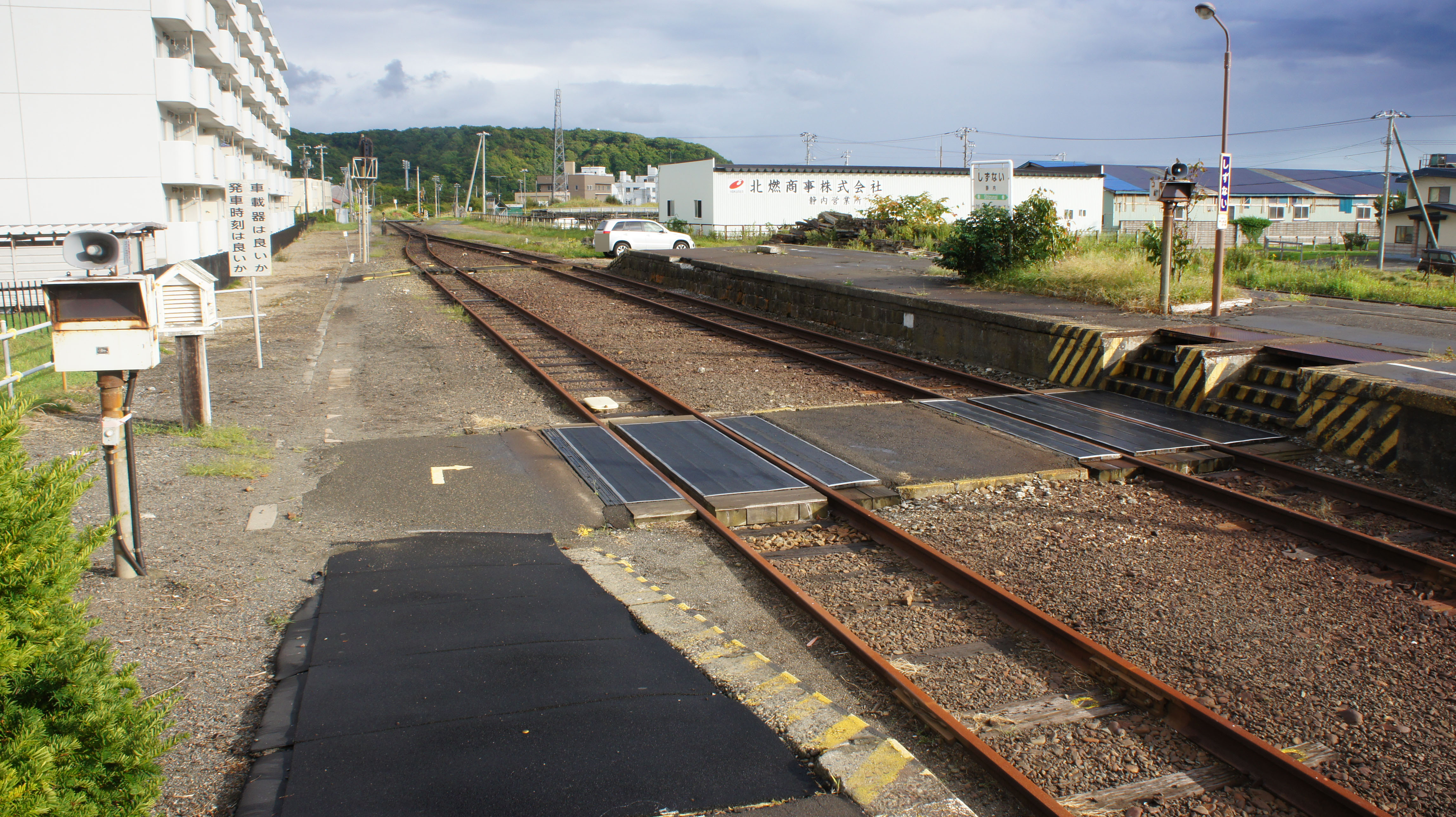
構内踏切（2017年9月）
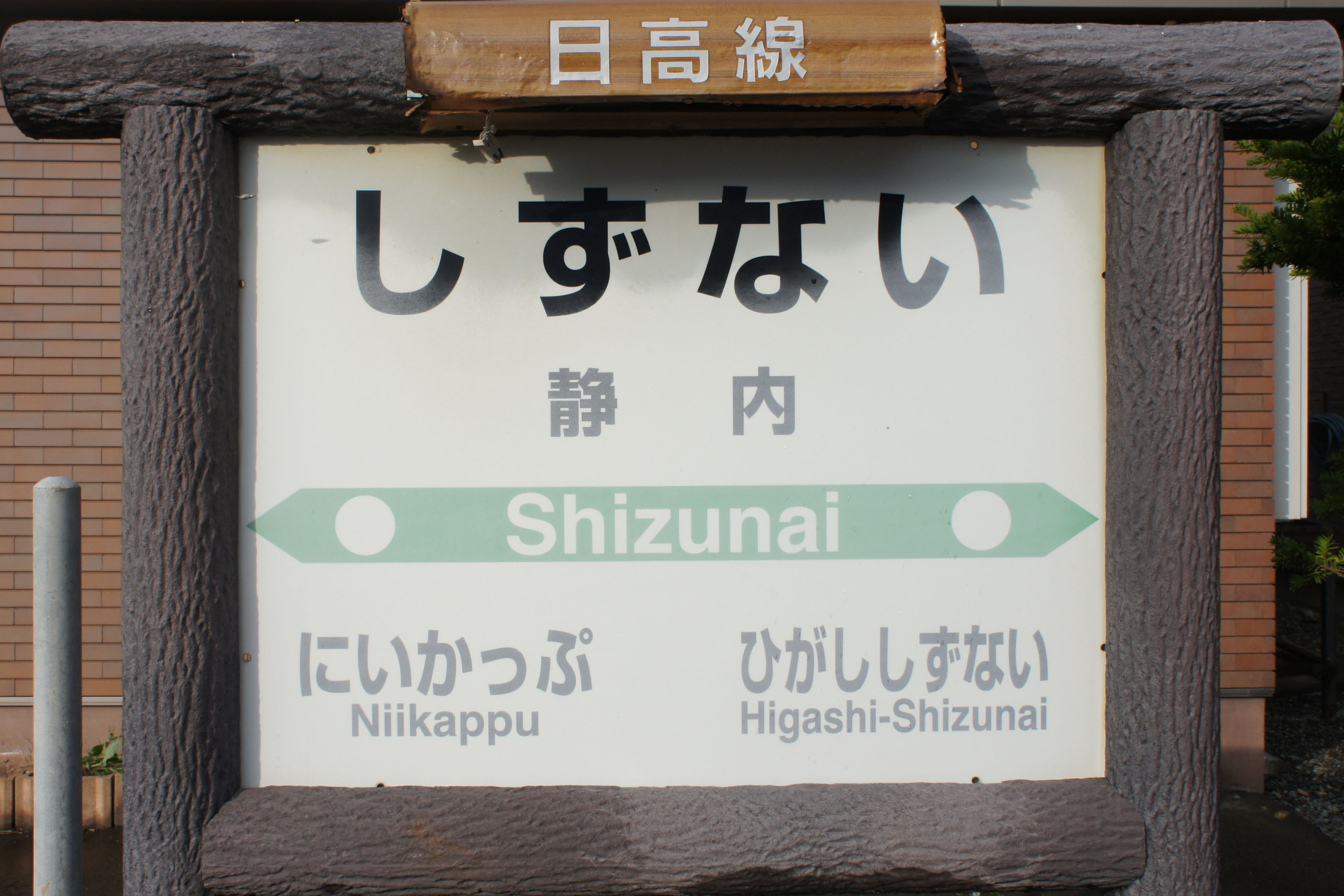
駅名標（2017年9月）

## かつて販売されていた駅弁
主な駅弁は下記の通りだった。
- 北海いかめし
- 北海海鮮かき蟹いくら（土・日曜のみ）
- 蝦夷海鮮四点盛り（土・日曜のみ）
- 蝦夷海鮮かにいくら（土・日曜のみ）
- うにいくら黄金鮭弁当（土・日曜のみ）
- 北海たらば蟹弁当（土・日曜のみ）

なお、廃駅後も引き続き同地で立ち食いそば・うどん店を運営している西谷弁当店では、一時期途絶えていた駅弁発売を復活していたが、同店名義で調製はしていなかった。
廃駅となるまで当駅の駅弁はもっぱら駅弁大会での販売用であり、駅での販売実績がほとんどなかった。

## 利用状況
乗車人員の推移は以下のとおり。年間の値のみ判明している年については、当該年度の日数で除した値を括弧書きで1日平均欄に示す。乗降人員のみが判明している場合は、1/2した値を括弧書きで記した。また、「JR調査」については、当該の年度を最終年とする過去の各調査日における平均である。当駅についてはバス代行期間が存在するため、一部でバスと列車が別集計となっているほか、各年で集計期間が異なる。備考も参照。
| 年度               | 乗車人員 | 乗車人員 | 乗車人員 | 乗車人員 | 出典        | 備考                                                        |
| 年度               | 年間     | 1日平均  | JR調査   | JR調査   | 出典        | 備考                                                        |
| 年度               | 年間     | 1日平均  | 列車     | 代行バス | 出典        | 備考                                                        |
| ------------------ | -------- | -------- | -------- | -------- | ----------- | ----------------------------------------------------------- |
| 1962年（昭和37年） | 608,820  | 1,669    |          |          | [ 4 ]       |                                                             |
| 1963年（昭和38年） | 624,880  | 1,712    |          |          | [ 4 ]       |                                                             |
| 1964年（昭和39年） | 636,565  | 1,742    |          |          | [ 4 ]       |                                                             |
| 1965年（昭和40年） | 665,475  | 1,824    |          |          | [ 4 ]       |                                                             |
| 1966年（昭和41年） | 616,834  | 1,698    |          |          | [ 4 ]       |                                                             |
| 1967年（昭和42年） | 580,674  | 1,865    |          |          | [ 4 ]       |                                                             |
| 1968年（昭和43年） | 547,817  | 1,500    |          |          | [ 4 ]       |                                                             |
| 1969年（昭和44年） | 491,750  | 1,347    |          |          | [ 4 ]       |                                                             |
| 1970年（昭和45年） | 453,286  | 1,241    |          |          | [ 4 ]       |                                                             |
| 1992年（平成04年） |          | (807)    |          |          | [ 8 ]       | 1日乗降客数：1,614人                                        |
| 2014年（平成26年） |          |          | 219      |          | [ JR北 7 ]  | 当年の列車は単年の値。                                      |
| 2017年（平成29年） |          |          |          | 124      | [ JR北 8 ]  | 2015年度末から鵡川 - 様似間バス代行。当年のバスは単年の値。 |
| 2018年（平成30年） |          |          |          | 145.5    | [ JR北 9 ]  | 代行バスの値は過去2年平均                                   |
| 2019年（令和元年） |          |          |          | 140.3    | [ JR北 10 ] | 代行バスの値は過去3年平均                                   |
| 2020年（令和02年） |          |          |          | 133.8    | [ JR北 11 ] | 代行バスの値は過去4年平均                                   |

## 駅周辺

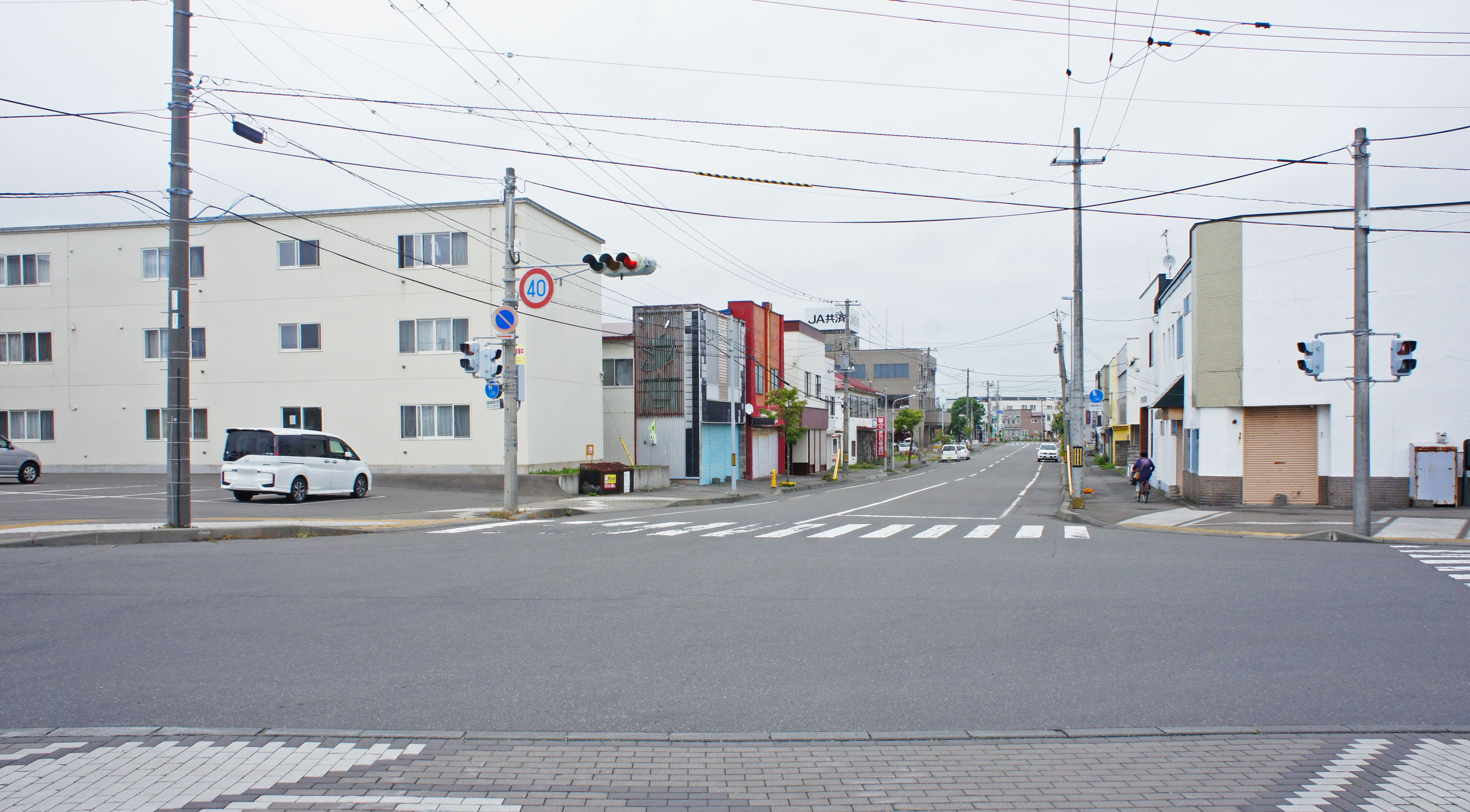
駅前（2020年7月）

日高地方の中心都市である新ひだか町の中心街・静内市街に近接する。国道235号沿いには商店街や大型スーパーなどがある。
- 北海道道992号静内停車場線
- 国道235号
- 新ひだか町役場（旧・静内町役場）
- 静内警察署
- 静内警察署駅前交番
- 静内簡易裁判所
- 静内郵便局
- 北海道労働金庫静内支店
- 日高信用金庫静内支店
- 北洋銀行静内支店
- しずない農業協同組合（JAしずない）
- ひだか漁業協同組合入船事業所
- 静内総合自動車学校
- 北海道静内高等学校
- 新ひだか町立静内中学校
- 新ひだか町立山手小学校
- 新ひだか町立静内小学校
- 新ひだか町立高静小学校
- 平取養護学校静内ペテカリの園分校
- 静内川 (染退川)
- 道南バス「静内」停留所

## バス路線
- 道南バス運行

高速ペガサス号　大谷地バスターミナル経由　札幌駅バスターミナル行き
新千歳空港行き
厚賀・門別競馬場・鵡川駅経由　苫小牧駅行き
静内温泉・三石・浦河町役場経由　浦河老人ホーム行き
厚賀・清畠・富川経由　平取行き
農業高校行き
新冠本町経由　厚賀行き
新ひだか町内循環線
農屋行き
静内温泉経由　西川大橋行き
- ジェイ・アール北海道バス運行

日勝線　様似経由様似営業所・ 庶野行き

## 隣の駅
北海道旅客鉄道（JR北海道）
日高本線
新冠駅 - 静内駅 - *（臨）静内海水浴場駅 - 東静内駅
*打消線は区間廃止前からの廃駅